# Наземка велика
Наземка велика (Polycnemum majus) — вид рослин з родини амарантових (Amaranthaceae), поширений у Європі (крім півночі), і в західній Азії.

## Опис
Однорічна трав'яниста рослина 10–30 см заввишки. Стебла від основи гіллясті. Листи 3-гранні, гострі, 10–20 мм завдовжки (на укорочених гілках — 5–10 мм). Приквіток у 1.5–2 рази довший від яйцеподібних листочків оцвітини. Насіння довгасто-овальне, 1.5–2 мм довжиною, 1–1.5 мм завширшки. 2n = 54.

## Поширення
Поширений у Європі (крім півночі), і в західній Азії (Туреччина, Вірменія, Грузія, Казахстан, Киргизстан); інтродукований до штатів Іллінойс, Нью-Йорк, Онтаріо.
В Україні вид зростає на кам'янистих відслоненнях, пісках і як пожнивний бур'ян — на всій території.